# Warehorne
Warehorne är en ort och civil parish i grevskapet Kent i sydöstra England. Orten ligger i distriktet Ashford, cirka 10,5 kilometer söder om Ashford och cirka 10,5 kilometer öster om Tenterden. Civil parishen hade 337 invånare vid folkräkningen år 2021.
I civil parishen ligger även en del av orten Hamstreet.